# Onze-Lieve-Vrouwekapel (Sint-Martens-Lennik)

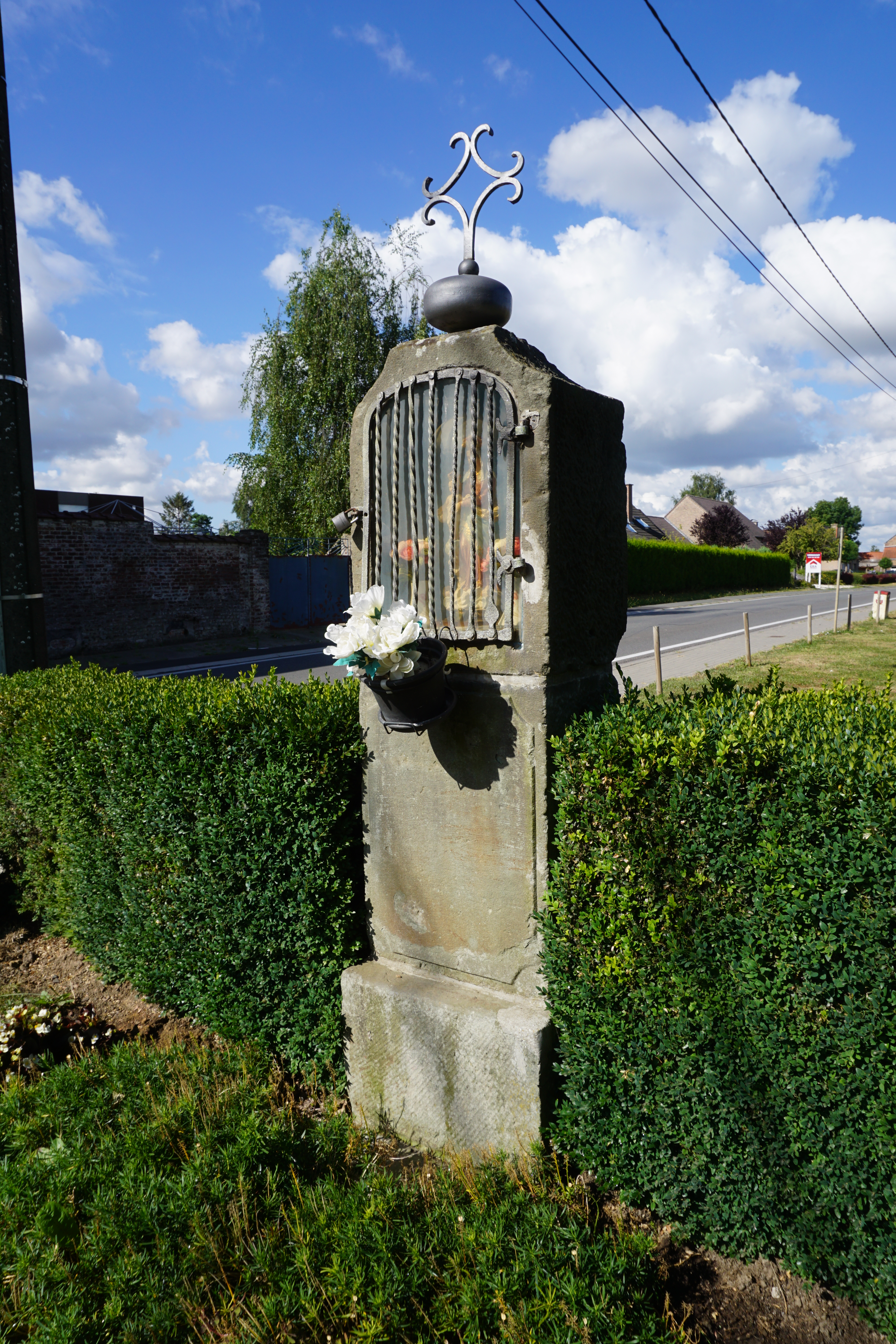
Onze-Lieve-Vrouwekapel (Sint-Martens-Lennik) Foto: Anne-Mie Havermans.

De Onze-Lieve-Vrouwekapel is een pijlerkapel gelegen op kruising tussen de Brusselsestraat en de Processiestraat in Sint-Martens-Lennik, een deelgemeente van de Vlaams-Brabantse gemeente Lennik.

## Historiek
In februari 1983 is de kapel aangereden door een auto waardoor de twee bovenste blokken verschoven zijn en zo werd de bolbekroning ernstig beschadigd.  
Op deze locatie staat duidelijk een kapel aangegeven op de 18e-eeuwse kaarten zoals de Villaretkaart en de Ferrariskaart. Beide kaarten tonen een kapel op deze kruising met als bijschrift ‘Chapelle’. Verder in de Processiestraat op de hoek met de Rosweg stonden drie kruisen bij elkaar met bijschrift ‘Les Trois Croix’. Deze zijn verdwenen. Een beetje verder in de Brusselstraat, op de kruising met de Kruiskouterstraat, staat nog een kapel aangeduid, de Antonius Abtkapel. Op de 19e-eeuwse kaarten staan beide kapellen nog steeds aangeduid.  
De eeuwenoude kruispunten in deze buurt worden al eeuwenlang gemarkeerd door kruisen en kapellen. In Lennik is het uitzonderlijk dat er nog zoveel ter plaatse staan. Deze kapel is niet enkel belangrijk voor de actuele waarneming van de omgeving. Het is naast een landschappelijk ankerpunt en een waardevol kunsthistorisch relict ook een historisch ankerpunt. De geschiedenis is ter plaatse nog leesbaar.  

## Architectuur

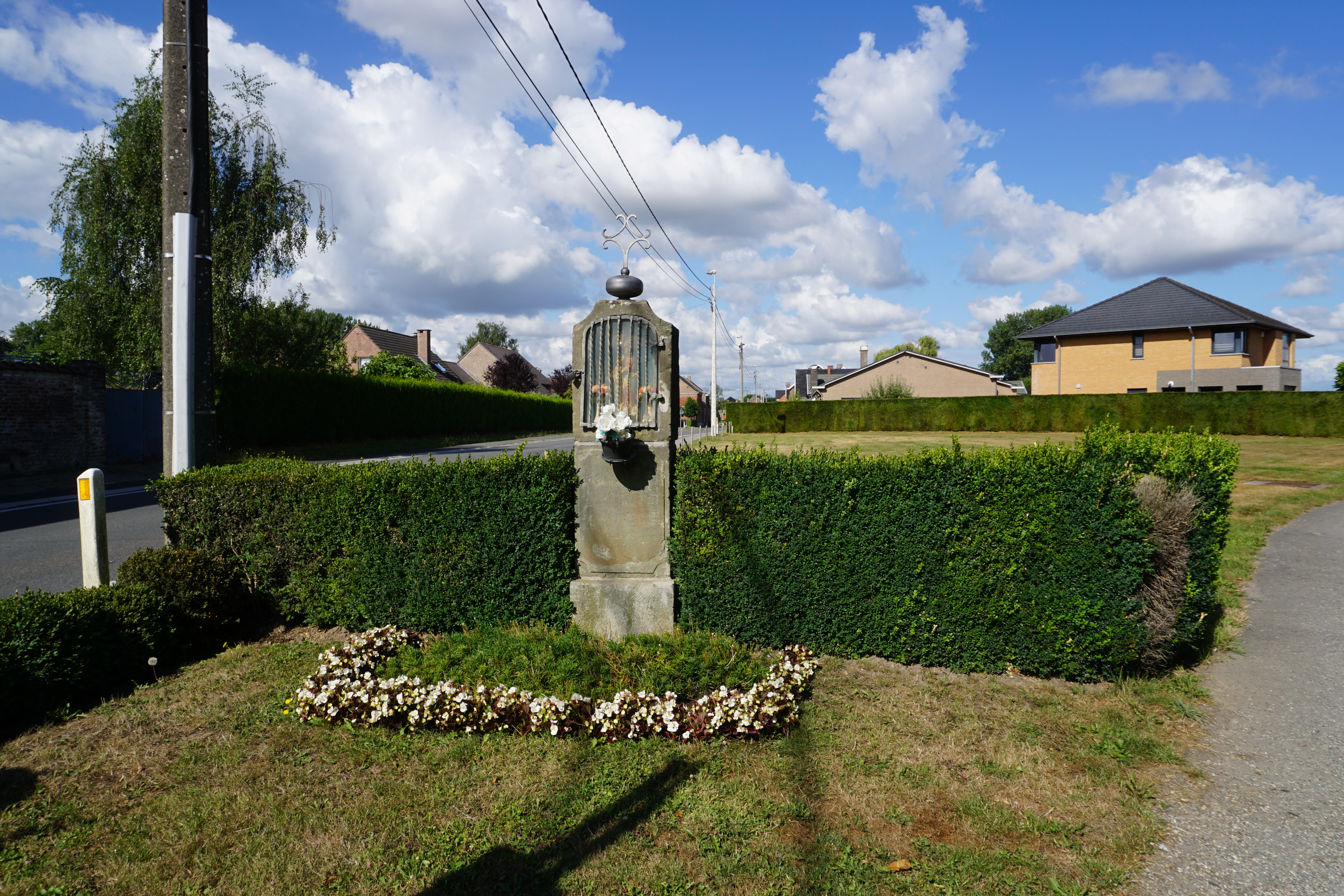
Onze-Lieve-Vrouwekapel (Sint-Martens-Lennik) Foto: Anne-Mie Havermans.

Deze alleenstaande kapel uit de 18e eeuw is volledig opgebouwd uit drie blokken arkose. De onderste blokken zijn uitgewerkt als gladde sokkel. In de bovenste blok is een nis uitgehouwen die gesloten is door een sierlijk smeedijzeren hekje. De kapel is afgewerkt met een bolbekroning en een smeedijzeren kruis. In de nis staat een gipsen Onze-Lieve-Vrouwbeeldje. De kapel heeft een totale hoogte van 175 cm, is 50 cm breed en 40 cm diep.